# Ankoudinovka (raïon de Kstovo)
Ankoudinovka (Анкуди́новка) est un village de Russie dans le raïon de Kstovo de l'oblast de Nijni Novgorod. Il fait partie du conseil rural d'Afonino. C'est aujourd'hui une banlieue verte de Nijni Novgorod, la capitale régionale. Il comptait 5 226 habitants en 2021.

## Histoire
Le nom d'«Onkoudinova» se rencontre dans des documents de 1609, mais le village est antérieur. Il doit son nom d'un brigand appelé Ankoudina qui volait les voyageurs dans les environs.
Dès 2015, la partie nord du village confine avec l'arrondissenement Sovietski de la ville de Nijni Novgorod. L'on construit cette année-là un quartier résidentiel appelé « le parc d'Ankoudinovka ». En 2022, il comprend dix-sept immeubles d'habitation, un jardin d'enfants et une école. L'on prévoit de construire quatorze immeubles de plus, une école et deux jardins d'enfants supplémentaires, ainsi qu'un stade et un centre commercial dans la partie sud-est.

## Population
- 2002 : 136 habitants
- 2010 : 145 habitants
- 2021 : 5226 habitants

## Galerie

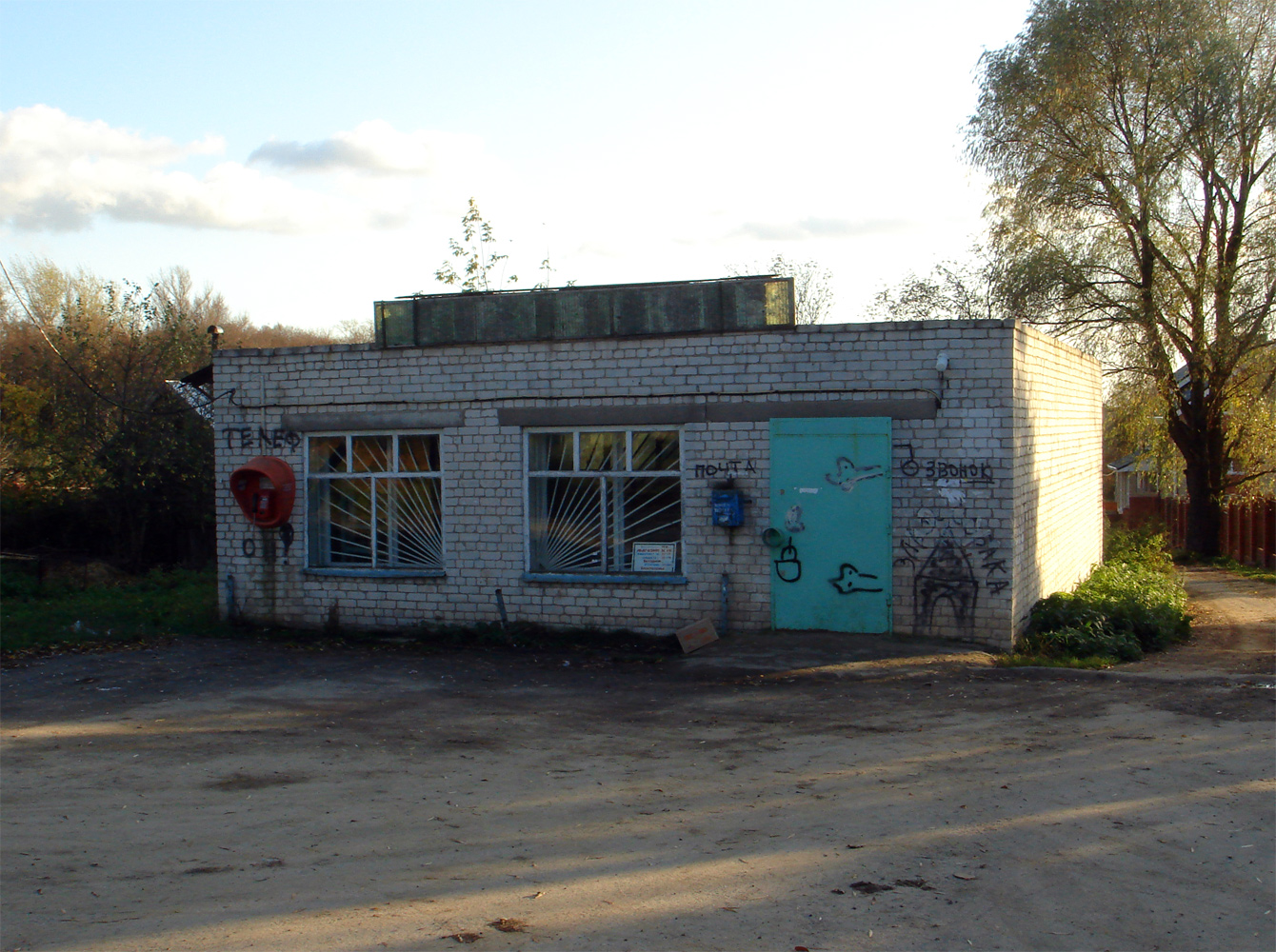
Magasin
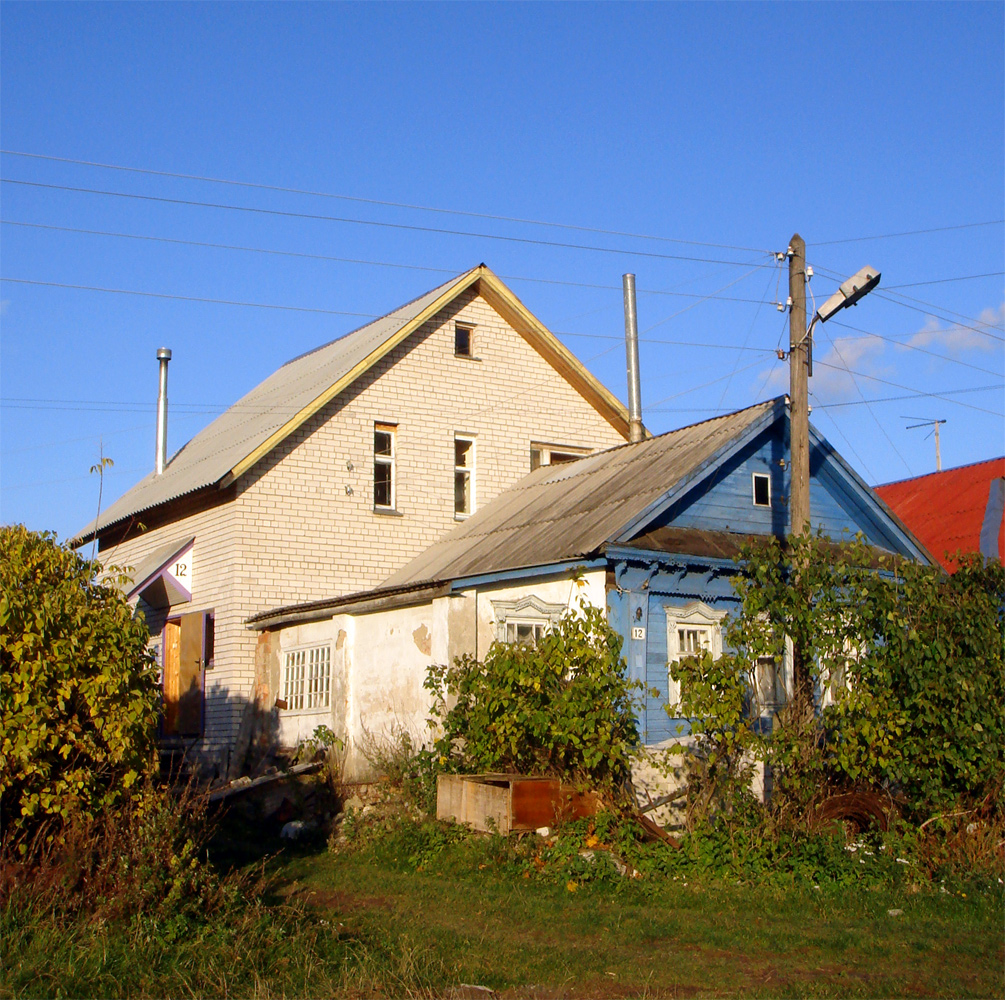
Nouvelle maison